# زمین‌لرزه ۱۹۹۷ چیتاگونگ
زمین‌لرزه چیتاگونگ  در تاریخ ۲۱ نوامبر ۱۹۹۷ میلادی، برابر با ‎۳۰ آبان ۱۳۷۶، ساعت ۱۱:۲۳:۰۶ به زمان یوتی‌سی در هند ، منطقه چیتاگونگ رخ داد. ژرفای این زلزله ۵۴٫۵ کیلومتر بود، و بزرگی آن ۶٫۱ در مقیاس Mw اعلام شده‌است. زمین‌لرزه به وقت محلی در روز جمعه، ساعت ۱۶٫۵ روی داده و منطقه زمانی آن یوتی‌سی +۵٫۵ بوده‌است .
سازمان زمین‌شناسی آمریکا نیز رومرکز این زمین‌لرزه را در مختصات ۲۲°۱۲′۴۳″شمالی ۹۲°۴۲′۰۷″شرقی / ۲۲٫۲۱۲°شمالی ۹۲٫۷۰۲°شرقی و ژرفای آنرا در ۵۴ کیلومتر گزارش کرده‌است. بزرگی برگزیدهٔ این سازمان از میان بزرگیهای محاسبه‌شدهٔ مختلف ۶٫۱ در مقیاس Mw بوده و از دید اثر، در میان چهار دسته‌بندی «نامحسوس»، «محسوس»، «زیان‌آور» یا «با تلفات»، زلزله را «با تلفات» اعلام کرده‌است.یک ساختمان در زمین‌لرزه خراب شده‌است.
پروژهٔ «تنسور گشتاور مرکزوار» زاویه‌های (راستا، شیب، ریک) گسل سازندهٔ زمین‌لرزه و صفحه عمود بر آنرا (°۱۶۳، °۳۷، °۱۶۸) یا (°۲۶۳، °۸۳، °۵۴) و نوع گسل را «امتدادلغز» فرارسانده‌است.
شمار کشتگان زلزله حدود ۲۳ نفر بوده‌است.تعداد زخمیان ۲۰۰ نفر برآورده شده‌است.